# Raymundo Infante
Raimundo Ricardo Infante Rencoret (ur. 2 lutego 1928 w Santiago, 7 września 1986) – chilijski piłkarz grający podczas kariery na pozycji obrońcy.

## Kariera klubowa
Podczas kariery piłkarskiej Raimundo Infante występował w stołecznym Universidad Católica. Z Universidad Católica dwukrotnie zdobył mistrzostwo Chile w 1949 i 1954.

## Kariera reprezentacyjna
W reprezentacji Chile Infante zadebiutował 6 grudnia 1947 w przegranym 0-6 spotkaniu w Copa América z Urugwajem. Na turnieju w Ekwadorze Chile zajęło czwarte miejsce a Infante wystąpił w pięciu meczach: z Urugwajem, Argentyną, Paragwajem, Kolumbią i Boliwią (bramka). W 1949 po raz drugi uczestniczył w turnieju Copa América, na którym Chile zajęło piąte miejsce.
Na turnieju w Brazylii Infante wystąpił we wszystkich siedmiu meczach: z Boliwią, Brazylią, Ekwadorem, Kolumbią, Paragwajem, Peru i Urugwajem (2 bramki). Ostatni raz w reprezentacji wystąpił 12 marca 1950 w wygranym 5-0 towarzyskim meczu z Boliwią.
W tym samym roku został powołany przez selekcjonera Arturo Bucciardiego do kadry na mistrzostwa świata w Brazylii. Na mundialu Infante był rezerwowym i nie wystąpił w żadnym meczu. Od 1947 do 1950 roku rozegrał w kadrze narodowej 13 spotkań, w których zdobył 3 bramki.